# Augustenborg Landevej
 Der er for få eller ingen kildehenvisninger i denne artikel, hvilket er et problem. Du kan hjælpe ved at angive troværdige kilder til de påstande, som fremføres i artiklen.

Augustenborg Landevej er en vej på Als. Vejen er 7,3 km lang og er på noget af strækningen anlagt som 4-sporet hovedvej.
Vejen starter ved Grundtvigs Alle i Sønderborgs østlige bydel. Herfra går den gennem bydelene Ulkebøl og Sundsmark indtil den møder Omfartsvejen i en dobbeltsporet rundkørsel lige udenfor byen. Her støder den til primærrute 8, der kommer fra Alssundbroen. Vejen fortsætter mod øst, nu som 4-sporet omfartsvej uden om Augustenborg. Undervejs er der frakørsler mod Hørup og Augustenborg, inden vejen ender i en dobbeltsporet rundkørsel øst for Augustenborg, hvor primærrute 8 fortsætter til Fynshav og sekundærrute 405 går til Nordborg.
Tidligere havde hovedvejen kun et spor i hver retning, men den store daglige trafik mod Danfoss i Nordborg gjorde udbygningen nødvendig. Vejen er delvist finansieret af midler fra Danfoss, som sammen med Linak også har sponsoreret kunstværkerne i de to store rundkørsler.
3. etape af Tour de France 2022 havde målstreg på Augustenborg Landevej.